# SIG Sauer Mosquito
A SIG Sauer Mosquito é uma pistola semiautomática operada por blowback baseada na SIG Sauer P226, mas 10% menor em tamanho e com câmara para o cartucho .22 LR. A pistola é fabricada com uma lâmina de liga de alumínio-zinco e corpo de polímero. Os controles são semelhantes aos presentes nos modelos de tamanho normal e incluem (da frente para traseira): uma alavanca liberação do carregador esquerda, uma alavanca de desengate esquerda, trava reversível do carregador e segurança manual ambidestra. Além disso, a pistola é fornecida com uma trava de segurança integrada localizada na parte traseira do compartimento, que, quando ativada, impede o ciclo de: deslizamento, queda do cão e ação do gatilho. A pistola está disponível em cinco configurações diferentes: modelo padrão, esporte, cano roscado, dois tons, dois tons invertidos e quatro edições especiais com cores diferentes.

## Especificação
O modelo padrão do Mosquito é para o calibre .22 LR e possui um gatilho de ação dupla/simples (DA/SA). O acionamento do gatilho na ação dupla é demanda 12,4 libras, enquanto na ação simples demanda 4,4 libras.  A estrutura de polímero e o tamanho pequeno (em comparação com o SIG P226) permitem que a pistola com carregador pese 700 gramas. A altura total é de 135 mm (5,31 in), com um comprimento de cano de 99,1 mm (3,90 in). A estrutura do Mosquito tem um trilho para acessórios, um carregador com capacidade para dez cartuchos e mira ajustável. O Mosquito costumava ser fabricado na América, mas agora é fabricado sob licença pela German Sport Guns GmbH como FireFly.

## Na cultura popular
No episódio "Plano Diretor" de Parks and Recreation, Ron Swanson oferece um mosquito SIG Sauer a April Ludgate no aniversário dela.